# Aladdin (musical)
Aladdin é um musical baseado no filme de animação Aladdin (filme em 1992), com música de Alan Menken e letras por Howard Ashman, Tim Rice e Chade Beguelin. Beguelin também escreveu o libreto. O musical inclui três canções escritas para o filme de Ashman, mas não utilizadas, e quatro novas canções escritas por Menken e Beguelin. A história segue o conto familiar como um pobre rapaz descobre um gênio em uma lâmpada e usa os seus desejos para se casar com a princesa que ele ama e frustrar o mal Grão-Vizir do Sultão.
Aladdin estreou no 5th Avenue Theatre, em Seattle, em 2011. Depois de várias regionais e produções internacionais em 2012, o musical teve prévias em Toronto em 2013. Ele abriu na Broadway, no New Amsterdam Theatre, em 20 de março de 2014, e em grande parte, recebeu críticas positivas e foi indicado para cinco Tony Awards.

## Produção

### Produções iniciais
Em novembro de 2010, Alan Menken confirmou que uma adaptação para o teatro musical do filme estava em desenvolvimento, com o libreto escrito por Chad Beguelin. O musical estreou em Seattle, Washington, na 5th Avenue Theatre entre 7-31 de julho de 2011. Jonathan Freeman, que interpretou Jafar no filme, interpretou o papel na fase de adaptação. Adam Jacobs e Courtney Reed foram Aladdin e Jasmine. Os coadjuvantes incluía James Monroe Iglehart como o Gênio; Clifton Davis como o Sultão; Don Darryl Rivera como Iago. Interpretando Omar, Kassim e Babkak, um trio de personagens, originalmente concebidos para o filme, mas não utilizados, foram Andrew Keenan-Bolger, Brian Gonzales e Brandon O'Neill, respectivamente. O show foi dirigido e coreografado por Casey Nicholaw.
Em 2012, produções de musicais tiveram desempenhos no Tuacahn Anfiteatro em Ivins, Utah, entre junho a outubro de 2012 e O Muny em St. Louis, em julho de 2012. Em 2012, Aladdin foi realizada em Manila, Filipinas, no Meralco Teatro. Dirigido por Bobby Garcia e Chari Arespacochaga, estrelado por Tom Rodriguez como Aladdin e Aiza Seguerra destacanado-se como o Gênio. O musical foi apresentado em espanhol, em Bogotá, Colômbia em 2013.
Aladdin teve uma corrida pré-Broadway no Ed Mirvish Teatro em Toronto, Ontário, a partir de novembro de 2013 a janeiro de 2014. Nicholaw novamente dirigiu e coreografou, com o libreto e letras adicionais de Beguelin, design cênico de Bob Crowley, e o figurino por Gregg Barnes.
O musical estreou na Broadway em 26 de fevereiro de 2014, após previas em 20 de Março de 2014 no New Amsterdam Theatre, tomando o lugar de Mary Poppins. O show foi indicado para cinco Tony Awards, ganhando em Melhor Desempenho de um Ator Coadjuvante em Musical para James Monroe Iglehart. O elenco do álbum foi indicado para o Prêmio Grammy de Melhor Álbum de Teatro Musical.

### Regionais e produções internacionais
Uma produção japonesa foi inaugurada em 2015, no Dentsu Shiki Teatro Umi em Tóquio, apresentado pela Companhia de Teatro de Shiki. Um álbum de elenco foi lançado.
O musical está programado para ser produzido em Hamburgo, Alemanha, em 2015, em parceria com a Stage Entreteniment.
Uma produção em West End foi confirmada para 2016, no Prince Edward Theatre, em Londres, tomando o lugar do revival de Miss Saigon. Em julho de 2015, a Disney Theatrical Productions e Tim Rice, anunciaram oficialmente que o show iria abrir no verão de 2016, no West End e as audições seriam realizadas entre agosto e setembro de 2015. Em outubro de 2015, foi anunciado que o show iria abrir oficialmente em 9 de junho de 2016, com prévias iniciado em 27 de Maio, e que Trevor Dion Nicholas seria o Gênio. A abertura oficial foi posteriormente adiada até 15 de junho de 2016. Em novembro de 2015 o elenco completo foi anunciado: Dean John Wilson como Aladdin ao lado de Jade Ewen como Jasmim. Don Gallagher como Jafar, Peter Howe gostaria de participar como Iago, Irvine Iqbal como o Sultão, Nathan Anzi como Babkak, Stephen Rahman-Hughes como Kassim e Rachid Sabitri como Omar. Como anunciado anteriormente, Trevor Dion Nicholas fez sua estreia nos palcos de Londres como o Genie. Os efeitos especiais são criados por Jim Steinmeyer, o mestre ilusionista, que ajudou o David Copperfield.

### Produções planejadas
Aladdin vai abrir em Sydney, Austrália, em agosto de 2016, no Teatro Capitólio. 
A Disney Theatrical vai iniciar uma turnê Norte-Americana em Chicago, no Palace Theatre, onde o espetáculo está agendado para correr a partir de 11 de abril a 2 de julho de 2017.

## Enredo

### Ato I
O Gênio dá boas vindas ao público a cidade do oriente médio, Agrabah. Ele observa que Agrabah é um local muito diversificado e cheio de prezados senhores, místicos, e até mesmo alguns vilões (Arabian Nights).
Aladdin é um jovem que passa seus dias roubando comida dos vendedores de rua de Agrabah, juntamente com seus três melhores amigos, Kassim, Omar e Babkak (One Jump Ahead). Depois de ser referido como um "inútil rato de rua" Aladdin expressa seus sonhos de mostrar ao mundo que ele é mais do que apenas um mendigo comum (One Jump Ahead [Reprise]). Ele observa sua culpa no roubo, tendo jurou nunca roubar novamente após a morte de sua mãe (Proud of Your Boy).
Enquanto isso, no palácio de Agrabah, a Princesa Jasmine é repreendida por seu pai, o Sultão, por recusar um novo pretendente. O Sultão afirma que Jasmine deve se casar com um nobre príncipe antes de seu aniversário, que é apenas três dias de distância. Jasmime, lamenta a situação para suas servas (These Palace Walls). Esta notícia também perturba o  Grão-Vizir do Sultão, Jafar, que pretende usurpar o trono para si. Ele e seu assistente, Iago, procurar um caminho para entrar na "Caverna das Maravilhas", uma misteriosa caverna no deserto que dizem conter poderes inimagináveis. A voz na caverna revela que somente aquele que é digno, um "diamante em bruto", pode entrar. Quando Jafar pede a identidade do "diamante em bruto", ele é revelado para ser Aladdin. Jafar e Iago parte para encontrá-lo.
Enquanto diverte os moradores (Babkak, Omar, Aladdin, Kassim), Aladdin esbarra em Jasmime, que se disfarçou como plebeia para obter um sentido para a vida fora do palácio. Aladdin não tem ideia de quem ela é, mas imediatamente se apaixona. Depois de uma breve luta com as autoridades, ele leva Jasmime para o seu esconderijo, onde cada um revela a sua infelicidade em sua própria vida (A Million Miles Away). Jasmine é descoberta pelas autoridades e levada de volta para o palácio. Aladdin é ordenado para ser morto, mas ele é salvo por Jafar e Iago, que levam Aladdin para a Caverna das Maravilhas (Diamond in the Rough). Agradecido por salvar sua vida, Aladdin honra o pedido de Jafar para entrar na caverna.
Uma vez lá dentro, Aladdin é instruído a levar a lâmpada mágica para Jafar e não tocar em mais nada. Admirado por todo o tesouro enterrado dentro da caverna, Aladdin tenta levar algumas moedas de ouro com a lâmpada. A caverna começa a derrubar pedras e prende Aladdin dentro. Envolto na escuridão, Aladim esfrega a lâmpada, que para sua surpresa, desencadeia o mágico, um Gênio que se oferece para lhe conceder três desejos. Aladdin inicialmente resiste e é descrente, solicitando que o Gênio exiba seus poderes com um impressionante número musical (Friend Like Me). O Gênio então revela que ele seus poderes são limitados. Ele não pode conceder desejos que incluem assassinato, romance, renascer mortos, ou que desejam para obter mais desejos. Se divertindo e muito feliz com a sua boa fortuna, Aladdin engana o Gênio para usar mágica pra liberta-los da caverna sem realmente usar um desejo; a partir de então, o Gênio afirma que Aladdin não vai mais receber nenhuma ajuda mágica, a menos que ele explicitamente afirme "eu desejo". O Gênio diz que desejaria sua liberdade, já que ele é um prisioneiro de sua lâmpada. Aladdin promete livrar o Gênio com seu último desejo. Após isto, Aladdin decide usar seu primeiro desejo para se tornar um príncipe e ser juridicamente capaz  de casar com Jasmime (Act One Finale: "Friend Like Me"/"Proud of Your Boy" [Reprises]).

### Ato II
Um grande desfile toma as ruas de Agrabah, liderado pelo Gênio, Babkak, Omar e Kassim. Eles anunciam a chegada de "Príncipe Ali de Ababwa" (Prince Ali). Uma vez no palácio, Aladdin, disfarçado como o Príncipe Ali, expressa seu desejo de se casar com Jasmine para o Sultão. Jasmine ouve a conversa e pensa que  Ali é apenas mais um príncipe raso. Jafar, que é suspeito de Ali, diz-lhe a localização do do quarto de Jasmine, não mencionando que é contra a lei de Agrabah a Princesa  ter um pretendente em seus aposentos sem supervisão. Aladdin leva Jasmine em um passeio no tapete mágico fornecido pelo Gênio (A Whole New World). Uma vez que eles retornam, Jasmime reconhece Aladdin como o rapaz que ela conheceu no mercado. Aladdin mente e diz que ele realmente é um príncipe, e que só ás vezes gosta de se vestir como um plebeu para escapar das pressões da vida palácio, muito parecido com o que Jasmine fez naquele dia. Vendo que ele não é superficial e egoísta como os outros, Jasmim dá um beijo de boa noite em Aladdin. Depois que ela sai, Jafar prende Aladdin por entrar na sala da princesa sem vigilância. Ao ouvir a notícia, Babkak, Omar e Kassim invadem o palácio para resgatar seu amigo (High Adventure). Eles são capturados e lançados nas masmorras, mas com um pouco de ajuda do Gênio, Aladdin, usa o seu segundo desejo para libertá-los (Somebody's Got Your Back).
O Sultão cumprimenta Aladdin no salão, e lhe dá a sua bênção para casar com Jasmine, o que significa que Aladdin herdará o trono como o novo Sultão, em um dia. Com medo desta grande responsabilidade, ele diz ao Gênio que  vai guardar o seu terceiro desejo caso precise algum dia, em vez de usá-lo para libertar o Gênio como e prometeu. Inconformado, o Gênio volta para a sua lâmpada e se recusa a falar com Aladdin. Aladdin lamenta (Proud of Your Boy [Reprise II]). Enquanto isso, Jafar e Iago conseguem roubar a lâmpada de Aladdin largada descuidamente.
Quando o Sultão anuncia ao público que o Jasmim é para casar-se com o Príncipe Ali (Prince Ali [Sultan Reprise]), Jafar aparece e revela Ali para ser apenas um comum garoto de rua chamado Aladdin (Prince Ali [Jafar Reprise]). O Gênio, em seguida, prende Jasmine em cadeias, dizendo que Jafar agora é seu mestre e que seu primeiro desejo era fazer de Jasmine sua prisioneira. Jafar usa o seu segundo desejo para coroar a si próprio o Sultão, o que o Gênio concede relutantemente. Lembrando das limitações dos seus poderes que o Gênio disse inicialmente, Aladdin engana Jafar para desejam a si mesmo tornar-se um gênio e ter seu poder inigualável. O Gênio concede o desejo de Jafar, e Jafar é sugado para uma lâmpada própria, vinculada a ela por toda a eternidade.
Aladdin usa o seu terceiro e último desejo para dar a liberdade do Gênio. Em seguida, ele admite Jasmim que ele a ama, mas ele não pode fingir ser alguém que ele não é. Vendo a nobreza em Aladdin, o Sultão decreta que a Princesa pode se casar com quem ela desejar. Babkak, Omar e Kassim são feitos assessores reais, enquanto Iago é preso. Aladdin e Jasmine se casam, e Gênio se prepara para a sua tão esperada férias. Tudo termina bem com Aladdin e Jasmine indo voar a bordo do tapete mágico (Finale Ultimo: "Arabian Nights"/"A Whole New World" [Reprises]).

## Diferenças entre o musical e o filme
- O Gênio substitui o ausente Camelô como o narrador para a abertura do show.
- o macaco Abu e o tigre Rajah são excluídos do show.
- Iago não é um papagaio, mas um homem de verdade, como visto no palco. Ele também é preso depois da derrota de Jafar, em vez de ser arrastado para dentro de uma lâmpada com seu mestre quando Jafar deseja torna-se um gênio.
- O capanga de Jafar, Gazeem, não aparece no show.
- Aladdin tem três parceiros chamados Babkak, Omar, e Kassim. Ele também é recebe uma cena em que ele se lembra da sua mãe.
- O Gênio faz menos referências à cultura popular e, em vez disso, é dado uma persona Cab Calloway.
- O segundo desejo de Jafar é ser o Sultão, em vez do mais poderoso feiticeiro do mundo.
- Jafar jogar Aladdin para um deserto congelado, seguido por Aladdin ser resgatado pelo tapete mágico, é cortado do show.

## Números musicais
Três músicas que foram cortadas do filme de 1992 após a morte de Howard Ashman foram restauradas no musical, como indicado abaixo. Quatro outras foram recém-escritas para o musical, como observado. Todas as música são de Alan Menken. Os letristas são listados para cada canção.
| Ato I - "Overture" - "Arabian Nights" (Ashman/Rice***) – Genie & elenco de fundo - "One Jump Ahead" (Rice) – Aladdin & elenco de fundo - "One Jump Ahead (Reprise)" (Rice) – Aladdin - "Proud of Your Boy" (Ashman*) – Aladdin - "These Palace Walls" (Beguelin**) – Jasmine & servas - "Babkak, Omar, Aladdin, Kassim" (Ashman*) – Babkak, Omar, Aladdin, Kassim, Jasmine & elenco de fundo - "A Million Miles Away" (Beguelin**) – Aladdin & Jasmine - "Diamond in the Rough" (Beguelin**) – Jafar, Iago, & Aladdin - "Friend Like Me" (Ashman) – Genie, Aladdin e elenco de fundo - Ato Um Finale (Friend Like Me (Reprise)/Proud of Your Boy (Reprise I)) (Beguelin**) – Genie & Aladdin Ato II - "Prince Ali" (Ashman) – Genie, Babkak, Omar, Kassim, & elenco de fundo - "A Whole New World" (Rice) – Aladdin & Jasmine - "High Adventure" (Ashman*) – Babkak, Omar, Kassim, & elenco de fundo - "Somebody's Got Your Back" (Beguelin**) – Aladdin, Genie, Babkak, Omar, & Kassim - "Proud of Your Boy (Reprise II)" (Beguelin**) – Aladdin - "Prince Ali (Sultan Reprise)" (Beguelin**) – Sultan & elenco de fundo - "Prince Ali (Jafar Reprise)" (Rice) – Jafar - Finale Ultimo ("Arabian Nights (Reprise)" (Ashman/Beguelin*) / "A Whole New World (Reprise)" (Rice)) – Company - Bows ("Friend Like Me (Reprise II)") (Ashman) – Elenco |

(*) Esta música foi cortada do filme e restaurado para o musical.

(**) Esta é uma nova canção escrita para o musical.

(***) Essa música usa as letras de Ashman editadas, que foi concebido para resolver uma controvérsia com o filme original.
Canções cortadas 
- "Arabian Nights (Reprise 1)", "Arabian Nights (Reprise 2)", "Arabian Nights (Reprise 3)" (Ashman*) - Babkak, Omar, Kassim
- "Call Me a Princess" (Ashman**) - Jasmine e Servas
- "Call Me a Princess (Reprise)" (Ashman**) - Jasmine
- "Why Me" (Rice*) - Jafar e Iago

(*) Esta música foi cortada do filme, restaurado para o musical, ma mais tarde re-cortada na produção de Seattle.

(**) Esta música foi cortada do filme, restaurada para o musical, mais tarde re-cortada na produção de Toronto. 

## Recepção

### Pré-Broadway
A pré-produção da Broadway, em Toronto, recebeu críticas mistas. O National Post, disse: "Este Aladdin acaba por ser a melhor versão de palco do filme", elogiando a sua música, direção, coreografia, cenografia, iluminação, design, e personagens alterados. CHCH disse: "Artisticamente, este Aladdin é de grau superior. Ele vai se tornar um clássico." O Globe and Mail, deu ao show 2.5 estrelas de 4, no entanto, dizendo que era "estritamente para as crianças". O Toronto Star deu o musical a mesma classificação, e disse: "Você provavelmente ouvirá o som ensurdecedor dos aplauso durante a encenação de "Friend Like Me'' e James Monroe Iglehart da um desempenho bendito e bravo como o Gênio. É o tipo de momento que estimula ir para o teatro. Mas ... nada antes ou depois na vida de Aladdin supera estes seis sublimes minutos."
O Vancouver Sun disse que o "diretor Casey Nicholaw, satisfaz em servir sua confecção plenamente para as crianças, que, sem dúvida, vão delira nas espadas, fumo e as músicas espetaculares de Aladdin – e vai deixar o teatro com a sensação que foram transportadas para um ''Novo Mundo''. Seus pais? Talvez nem tanto." O site BroadwayWorld disse que "o show tinha visuais incríveis, mas, infelizmente, luta com indescritíveis sentimentos", acrescentando que "O problema é que, o libreto de Chade Beguelin não consegue fazer-nos verdadeiramente se importam com os personagens, e os efeitos especiais apenas podem elevar o show, quando o investimento no centro da história faz a conexão. Era como se o libreto concentrou-se demais em adicionar, inchar, colocar piadas atuais ... e desajeitadas linhas ao em vez de dar profundidade e material para Aladdin, Jasmine e o Gênio." O Toronto Sun disse: "Em suma, é um visual impressionante que não supera o desenho, trazendo um primeiro ato desmasiado longo... Com a exceção de Iglehart é gigantescamente genial como Gênio, não há nenhum personagem no qual o público pode fazer um investimento emocional – não há momentos de silêncio que pode permitir qualquer um dos personagens, bons ou maus, existir em três dimensões."

### Broadway
A produção da Broadway recebeu críticas de médias a positivas. Mark Kennedy do Associated Press aclamou a produção dizendo: "É espirituoso ... bem cantado ... e atinge este ponto doce da Disney Theatrical Productions faz tão bem, um açucarado conto de fadas para as crianças cortado com alguns manhosos, avinagrado gracejos para os seus pais." Elysa Jardineiro do USA Today deu ao show 3,5 de quatro estrelas e disse: "Se a produção mais recente da Disney Teatral não se sustentar a alta espera, proporciona uma corrida que pode surpreender as pessoas que frequentam ou como acompanhantes ou para reviver suas juventudes." Thom Grier do Entertainment Weekly deu ao show um "B" e disse que, "no geral, este é um dos melhores musicas de palco da Disney, completo com vários grandiosos números que se beneficiam das coreografias animas de Nicholaw, elaborados cenários de Bob Crowley, e brilhantes fantasias de Gregg Barnes."
Terry Teachout do Wall Street Journal , elogiou o desempenho de Iglehart, especialmente durante o número de "Friend Like Me", mas escreveu: "O problema é que nada no primeiro ato, pode tocá-lo. Adam Jacobs e Courtney Reed, que interpretam Aladdin e sua princesa, estão lindos mas sem graça, e a temperatura não começar a subir novamente até que o passeio no tapete mágico que vem após o intervalo e é a coisa mais elegante para ocorrer na Broadway desde o carro voador em Chitty Chitty Bang Bang. A partir daí, Aladdin se torna divertido". Charles Isherwood do New York Times foi maioritariamente positiva em sua revisão, afirmando que "esta última adaptação de um dos mais populares filmes da Disney... desafiou minhas sisudas expectativas. Dirigido e coreografado por Nicholaw e adaptado por Beguelin, Aladdin tem um espirito  infeccioso e doce. Para não mencionar as suficientes bugigangas, braceletes pérolas para manter uma época inteira de RuPaul Drag Race fugindo para o vestuário. Marilyn Stasio do Variety deu o show uma crítica negativa, comentando: "O passeio no tapete mágico é mágico. A Caverna das Maravilhas é maravilhoso. E sim, você vai ouvir as músicas que você amava no filme de 1992. Mas a noção de que Disney Aladdin, de alguma forma, ressuscita o espírito do falecido Howard Ashman, que teve a inspiração original para o filme e contribuiu com a maioria de suas inteligentes letras é uma piada. Restaurando o trabalho de uma pessoa sem respeitar sua sensibilidade artística não é tributo."

## Prêmios e indicações

### Produção original da Broadway
| Ano  | Prêmio           | Categoria                              | Nomeação | Resultado |
| ---- | ---------------- | -------------------------------------- | --- | --------- |
| 2014 | Tony Award       | Melhor Musical                         | Melhor Musical | Indicado  |
| 2014 | Tony Award       | Melhor Libreto de Musical              | Chad Beguelin | Indicado  |
| 2014 | Tony Award       | Melhor Música Original                 | Alan Menken, Howard Ashman, Tim Rice e Chad Beguelin                                                                                                  | Indicado  |
| 2014 | Tony Award       | Melhor Ator Coadjuvante em Musical     | James Monroe Iglehart | Venceu    |
| 2014 | Tony Award       | Melhor Coreografia                     | Casey Nicholaw | Indicado  |
| 2014 | Drama Desk Award | Excepcional Musical                    | Excepcional Musical | Indicado  |
| 2014 | Drama Desk Award | Excepcional Libreto de Musical         | Chad Beguelin | Indicado  |
| 2014 | Drama Desk Award | Música Expecional                      | Alan Menken | Indicado  |
| 2014 | Drama Desk Award | Letras Expecionais                     | Howard Ashman, Tim Rice e Chad Beguelin | Indicado  |
| 2014 | Drama Desk Award | Excepcional Ator em Musical            | Adam Jacobs | Indicado  |
| 2014 | Drama Desk Award | Expecional Ator Coadjuvante em Musical | James Monroe Iglehart | Venceu    |
| 2014 | Drama Desk Award | Excepcional Coreografia                | Casey Nicholaw | Indicado  |
| 2015 | Grammy Award     | Melhor Álbum de Teatro Musical         | James Monroe Iglehart, Adam Jacobs & Courtney Reed (principais solistas); Frank Filipetti, Michael Kosarin, Alan Menken & Chris Mountain (produtores) | Indicado  |